# Razvanje
Razvanje este o localitate din comuna Maribor, Slovenia, cu o populație de 1.407 locuitori.